# Parafia Kościoła Katolickiego Mariawitów w Niesułkowie
Parafia św. Marii Franciszki – parafia mariawicka w Niesułkowie, w kustodii płockiej Kościoła Katolickiego Mariawitów w RP.
Siedzibą parafii jest kaplica domowa, znajdująca się we wsi Niesułków, w gminie Stryków, powiecie zgierskim, województwie łódzkim. Ostatnim proboszczem była siostra kapłanka Maria Cherubina Goszczyńska (zm. 2012). Obecnie to stanowisko jest nieobsadzone. Nabożeństwom przewodzi kapłanka ludowa.
Parafia powstała w 1935, wskutek rozłamu w mariawityzmie. Skupia wyznawców mariawityzmu felicjanowskiego z Niesułkowa, Nowostaw Górnych, Szczecina i Strykowa. Parafia opiekuje się diasporą zamieszkującą Nowostawy Górne, Stryków i Szczecin. Współużytkuje miejscowy cmentarz mariawicki.
W kaplicy parafialnej (Niesułków 48) odprawiane są: niedzielna msza, nabożeństwa okresowe oraz adoracja ubłagania (2. dnia każdego miesiąca). Uroczystości parafialne przypadają w dniach 27 maja i 23 sierpnia.

## Historia parafii
Parafia powstała w 1935 wskutek rozłamu w parafii Kościoła Starokatolickiego Mariawitów w Lipce. Parafia od początku swojego istnienia nosiła wezwanie Przenajświętszego Sakramentu. Od stycznia do listopada 1935 parafia nie posiadała stałego proboszcza. Zwolennicy arcybiskupa Kowalskiego, których liczba na terenie parafii była znacząca, zamieszkiwali następujące wsie: Niesułków (bardzo duża część mieszkańców), Poćwiardówka (połowa mieszkańców), Dąbrówka Mała (przeważająca większość mieszkańców), Dąbrówka Duża (znikoma część mieszkańców), Niesułków Kolonia (znikoma część mieszkańców), Lipka (niewielka część mieszkańców), Nowostawy Dolne (duża część mieszkańców), Nowostawy Górne (niewielka część mieszkańców), Anielin (znikoma część mieszkańców), Warszewice (znikoma część mieszkańców), Sierżnia (niewielka część mieszkańców), Szczecin (znikoma część mieszkańców), Lubowidza (znikoma część mieszkańców), Zarębów (obecnie Osiny-Zarębów) – znikoma część mieszkańców. W maju 1935 do Niesułkowa przyjechała siostra Cecylia Maria Stanisława Kraszewska i zamieszkała w domu rodziny Lipińskich (posesja numer 49), gdzie urządzono kaplicę domową. W 1938 siostra Kraszewska opuściła Niesułków, a na stanowisku proboszcza zastąpiła ją siostra biskupka Maria Dezyderia Spodar. W pracy duszpasterskiej pomagała jej siostra Maria Akwiliana Miszczak. W 1942 roku władze okupacyjne Kraju Warty zamknęły kaplicę domową w Niesułkowie. W latach 1942–1945 nabożeństwa były sprawowane przez kapłaństwo ludowe w domach prywatnych. W 1951 parafia liczyła 160 osób. Po II wojnie światowej w kaplicy pracowała jako proboszcz siostra Honorata Maria Zacharia Orłowska, a od 1981 roku siostra Genowefa Maria Cherubina Goszczyńska. Oprócz wyżej wymienionych sióstr po 1945 roku w parafii pracowały siostry Maria Bożysława Jastrzębska, Maria Bolesława Pypczyńska, Maria Gaudencja Ślusarczyk, Maria Hierminia Piętka, Maria Ambrozja Miszczak, Maria Illuminata Sobieszczańska oraz kapłani Maria Ireneusz Witkowski i Maria Felicjan Wojtera. Po II wojnie światowej również przeniesiono siedzibę parafii do drewnianego domu przy skrzyżowaniu dróg w Niesułkowie, wcześniej pełniącego funkcję sklepu spożywczego, gdzie również zamieszkała proboszcz. Na początku lat 50. wybudowano obecny budynek kaplicy połączonej z domem dla sióstr zakonnych. Obok usytuowano budynek gospodarczy, mały ogród warzywny, ozdobny, sad. Zakonnice pracujące w parafii utrzymywały się z niewielkiego gospodarstwa rolnego, siostra Zacharia świadczyła pomoc pielęgniarską miejscowej ludności, przez pewien okres kapłan Ireneusz Witkowski prowadził tartak. W latach 1935–1939 akta stanu cywilnego parafii sporządzał proboszcz parafii Kościoła Starokatolickiego Mariawitów w Lipce. Siostra Maria Zacharia Orłowska i siostra Maria Cherubina Goszczyńska dojeżdżały do Nowostaw Górnych odprawiać adorację miesięczną w kaplicy filialnej w domu rodziny Wlazłów (obecnie posesja numer 18). Parafia posiadała również swoją filię w miejscowości Nowostawy Dolne, gdzie początkowo nabożeństwa odprawiane były w prywatnych domach, a następnie w latach 50. wybudowano drewnianą kaplicę w przysiółku Nowostawskie Działki, która obecnie nie pełni funkcji sakralnych.

## Nabożeństwa
Msza niedzielna: 11:00
Adoracja miesięczna: 2. dnia każdego miesiąca.